# David Mulligan
David James Mulligan detto Dave (Liverpool, 24 marzo 1982) è un calciatore neozelandese, difensore del Waitakere United.

## Palmarès

### Club

#### Competizioni internazionali
- OFC Champions League: 2

Auckland City: 2010-2011, 2011-2012